# Арнолдо Алеман
Хосе Арнолдо Алеман Лакайо (на испански: José Arnoldo Alemán Lacayo) е 81-вият президент на Никарагуа в периода между 10 януари 1997 и 10 януари 2002 г.

## Биография
Роден е в Манагуа на 23 януари 1946 г. Завършва право през 1967 г. Следващите години практикува професията в банковия сектор на страната.
След избухването на Сандинистката революция е обвинен в контрареволюционни симпатии и е арестуван. Част от имуществото му е отнето и прекарва 9 месеца в затвор, през което време умира баща му. Сандинистите не му разрешават да присъства на погребението.
След излизането си от затвора прекарва известно време в САЩ, после се връща в Никарагуа и навлиза в политиката. В началото на 1990 г. става общински съветик в столицата, а след няколко месеца е избран за кмет на Манагуа. Става популярен с програмите си за възстановяване на столицата, тежко пострадала от земетресението през 1972 г. От това време датира и прякорът му El Gordo (Дебелият).
Става президент на Либералния алианс и през 1996 г. се кандидатира за президент на Никарагуа със силноантисандинистка програма. Печели убедително пред сандинисткия кандидат Даниел Ортега (дългогодишен лидер на сандинистите) и става 81-вият президент на Никарагуа. Президентството му е успешно, успява да ускори икономическия растеж на страната. Насочва много усилия към изграждане на националната пътна мрежа и училища в бедните райони на страната.
След приключване на мандата му обаче излизат много сигнали за корупция. Членове на администрацията му бягат в чужбина.
Повдигнати са му обвинения в корупция, злоупотреба с държавни средства и пране на пари. Според група депутати, участвали в разследването му, става дума за присвояване на над 25 млн. щ. дол. Международната организация „Прозрачност без граници“ го поставя в 10-ката на най-корумпираните държавни глави в света през последните 20 години. В края на 2003 г. е осъден на 20 години лишаване от свобода, които изтърпява в дома си поради влошено здравословно състояние.